# Diskusfiskar
Diskusfiskar (Symphysodon) är ett släkte i fiskfamiljen ciklider. Deras ursprungliga utbredningsområde ligger i Amazonflodens avrinningsområde ungefär från Iquitos i västra Peru till Belém i Brasilien nära Atlantens kustlinje. Släktet består av tre arter med många olika färgvarianter. Generellt skiljer man på den blå, den bruna och den gröna diskusfisken. Korsningar och mutationer av dessa tre arter kan förekomma i naturen. Systematiken kring de eventuella underarter som finns är omstridd.

## Namn
Populärnamnet "diskus" har den fått av sin runda och diskuslika form. Symphysis kommer från grekiskan, liksom odous, som ungefärligen kan översättas med "med tänder endast där käkhalvorna är förenade". Aequi- (prefix) latin betyder "lika", fasciatus (latin) "bandad" eller "streckad" härleds till den gröna diskusens ränder. De Symphysodon aequifasciatus som tidigare samlades som underart under taxonet axelrodi – namngivet efter doktor Herbert Axelrod – är de som populärt benämns som "brun diskusfisk". De Symphysodon aequifasciatus som tidigare räknades till underarten haraldi – namngiven efter Harald Schultz – kallas "blå diskusfisk". Under 1840-talet beskrev österrikaren Johann Jakob Heckel en art han kallade Symphysodon discus denna fångades i floden Rio Negro i Brasilien. Denna art kallades länge för "äkta diskus" men nu vet man att den är en av aequifasciatus-arterna.

## Levnadssätt
Diskusfiskar lever parvis i grupper i rena och mineralfattiga vattendrag. Vattnets temperatur är med 29 till 30 °C påfallande hög. Ofta stannar diskusfiskar mellan grenar av nedfallna träd, och den är diskusfisken rätt skygg.

## Matfisk, sportfisk och akvariefisk
Diskusfisken är också en populär matfisk bland ursprungsbefolkningen i Amazonas regnskog. Man fångar diskus med händerna, med blåsrör eller spjut. Det händer också att man fångar dem i nät, särskilt de som skall exporteras som akvariefisk. Det är svårt att få diskusfisk på kastspö, med flugspö kan det ibland lyckas.

## Diskusfiskar i akvarium
Släktet är mycket omtyckt bland akvarister. Ibland hålls diskusfiskar tillsammans med andra fiskarter, att hålla diskus tillsammans med kardinaltetra och olika pansarmalar går alldeles utmärkt. I sällskapsakvariet går det bra att hålla dem tillsammans med andra lugna och litet större eller mindre fiskar, såsom skalar, tetror och många fler arter från deras naturliga biotop. Neontetra och kardinaltetra kan bli uppätna om de är för små, men större exemplar går oftast bra. Diskusfiskar är kräsna när det gäller mat, det är inte självklart att de gillar flingfoder, men de äter gärna mygglarver, vattenloppor och tubifex. Fiskfiléer och räkor i små bitar som man kör i mixer och sedan fryser gillas ibland också. Vissa ger sina diskusar (och andra ciklider) oxhjärta, och det sägs vara bra, ibland sägs det vara mindre lämpligt då det är alltför proteinrikt och inte tillhör fiskarnas naturliga födointag. Diskusfiskarna är känsligare för sjukdomar än vad andra akvariefiskar är. Ett akvarium som innehåller diskusfiskar bör vara någorlunda tätt planterat och/eller försett med mangroverötter som fiskarna kan gömma sig bakom. Ett diskusakvarium bör också ha filtrering över torv dvs surt vatten (lågt ph). 1/3 av vattnet bör bytas var 6:e månad. För att förstöra klormolekylerna i det kommunala vattnet kan man fylla på en hink med duschen så att vattnet slår ner i hinken och därmed förstör klormolekylen. Helst skall vattnet stå ett dygn innan det hälls i akvariet.

## Akvariediskus
Som akvariefisk förekommer diskusen i olika korsningar mellan de olika arterna, dessutom i olika färger och teckningar. Diskusexperterna bland akvaristerna vill gärna ha renrasiga fiskar. Viltfångade diskusfiskar finns regelbundet i handeln och betingar höga priser, Diskusen är en av de dyraste sötvattensakvariefiskarna. Även lokalt odlade fiskar betingar rätt så höga priser, ävensom de är ekonomiskt överkomliga för de flesta akvaristerna.
Trots att diskusfisken tillhör de mer svårlekta arterna, så går det ändå att få den i lek. Leken liknar mycket skalarens lek. Rommen fästs på en lodrät yta, det kan vara ett stort blad, akvarierutan eller annat föremål. Diskusodlare använder ofta uppochnedvända större blomkrukor. Båda föräldradjuren vaktar rommen. När sedan rommen kläckts, gulesäcken är förbrukad och ynglen är frisimmande äter de av det hudslem som föräldradjuren producerar.
Som tidigare nämnts kan de tre olika diskusarterna, eller snarare raserna, korsas med varandra, vilket möts med blandade känslor hos akvaristerna.
Diskusfiskar som odlats i akvarium i några generationer är oftast mer motståndskraftiga mot sjukdomar, mer lättlekta, och mindre skygga än viltfångade djur och de första generationerna efter dessa.